# Pierre Passereau
Pierre Passereau   (c. 1490 - París, c. 1547) fou un compositor francès del renaixement.

## Biografia
Juntament amb Clément Janequin, fou un dels compositors més populars de chansons "parisencs" a França a la dècada de 1530. La seva producció consistia gairebé exclusivament en chansons; la majoria van ser publicats per l'impressor Pierre Attaingnant. La majoria d'ells tenien un caràcter "rústic", similar a les cançons "patter", que utilitzaven onomatopeia, dobles entenents i una obscenitat freqüent, un tret comú de la música popular a França i als Països Bixos dels anys 1530.
Alguns detalls de la vida de Passereau han estat recopilats per estudiosos, entre ells el musicòleg pioner del segle xix, François-Joseph Fétis, a la seva enorme "Biographie universelle des musiciens" (1834). Passereau apareix per primera vegada en el registre històric com a cantant tenor a la capella del comte d'Angoulême (que després es convertiria en rei Francesc I); Per tant, ell ja era un adult, i nascut abans sobre 1495. Tenia alguna relació tant amb la catedral de Bourges i de la catedral de Cambrai, com apareix en els registres de tots dos llocs, i està documentat com un cantant en Cambrai entre 1525 i 1530. Potser també va ser sacerdot a l'església de "Saint Jacques-de-la-Boucherie" a París, tot i que aquesta declaració de Fétis no s'ha confirmat independentment.

## Música i influència
Gairebé tot el que va escriure Passereau, o tot el que ha sobreviscut, són "chansons". Com que els detalls de la seva biografia són clars, és difícil determinar quanta obra perduda hi pot haver. Se sap que va escriure una composició sagrada, un motet, "Unde veniet auxilium michi" (el text prové del salm 120 i s'utilitzava a l'Ofici dels Morts).
Les "chansons" de Passereau són en la seva majoria assumptes discrets, similars al contingut de la frottola italiana, tot i que no s'ha demostrat de manera fiable cap influència directa de la forma popular italiana anterior. Li agradava fer servir síl·labes absurdes, sovint en imitació d'animals, com a Il est bel et bon, la seva peça més popular, que imita el tros de gallines. Aquesta composició es cantava tan lluny com Venècia. Mentre que Passereau pot haver-se aconseguit per la idea de Janequin, que va escriure chansons onomatopeiques des del 1515 ("Il est bel et bon" va ser publicat el 1534), la seva popularitat va rivalitzar amb la de la música de Janequin, i l'impressor Pierre Attaingnant va dedicar un llibre completament a la música dels dos compositors (el 1536). És possible que Francesc I, que coneixia Passereau des del seu servei a la cort francesa, recomanés al compositor a la impressor.
Entre els trets de Passereau destaquen l'ús de la declamació ràpida, els passatges d'acord amb polifonia ocasional, la configuració de paraules generalment sil·làbica, els temes satírics i ribaldencs i els ritmes enganxosos.
Un altre indici de la popularitat de Passereau és la seva inclusió per François Rabelais com una de les llistes de músics populars de Gargantua i Pantagruel.